# Arctostaphylos confertiflora
Arctostaphylos confertiflora är en ljungväxtart som beskrevs av Alice Eastwood. Arctostaphylos confertiflora ingår i släktet mjölonsläktet, och familjen ljungväxter. Inga underarter finns listade i Catalogue of Life.

## Bildgalleri

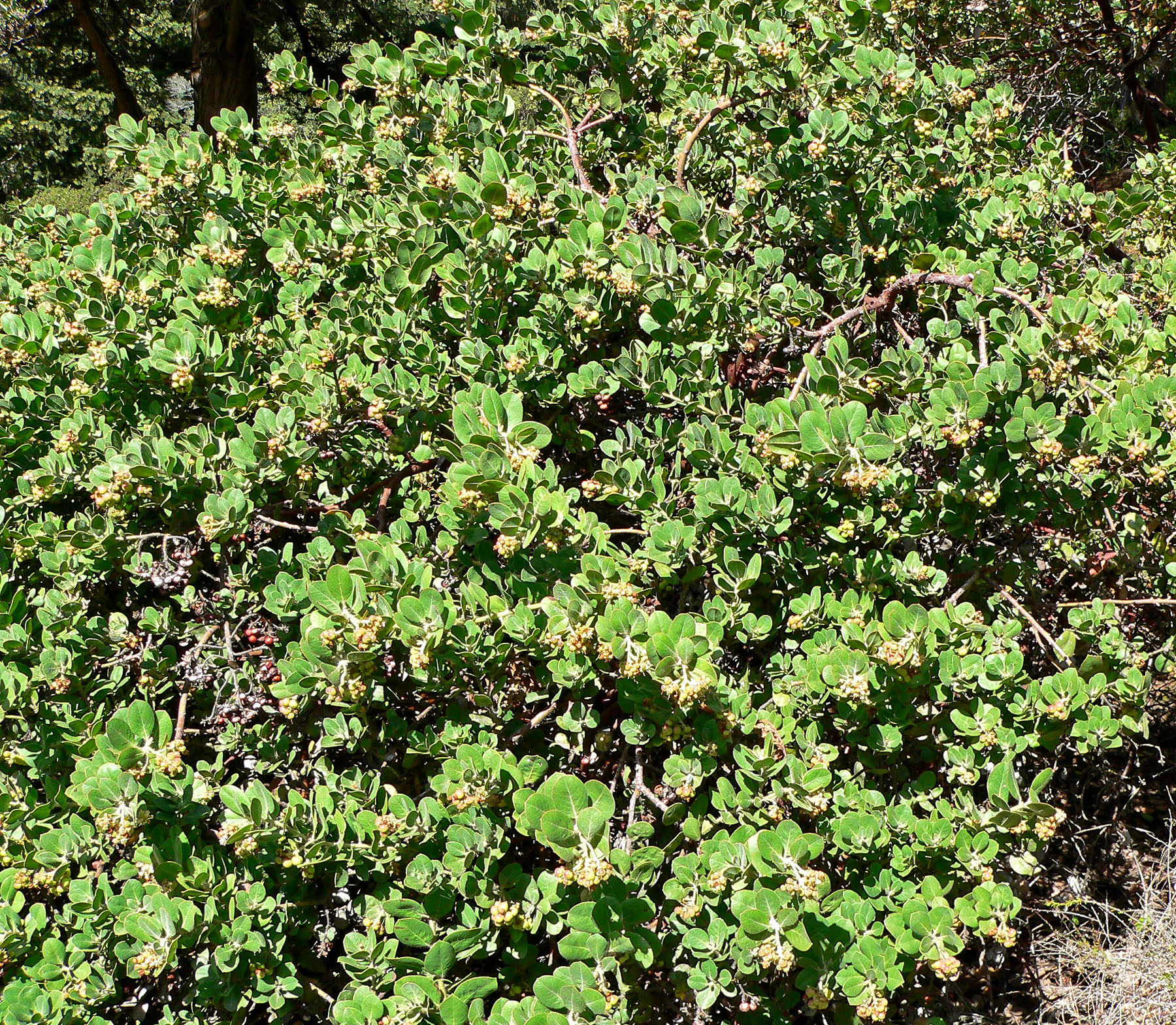
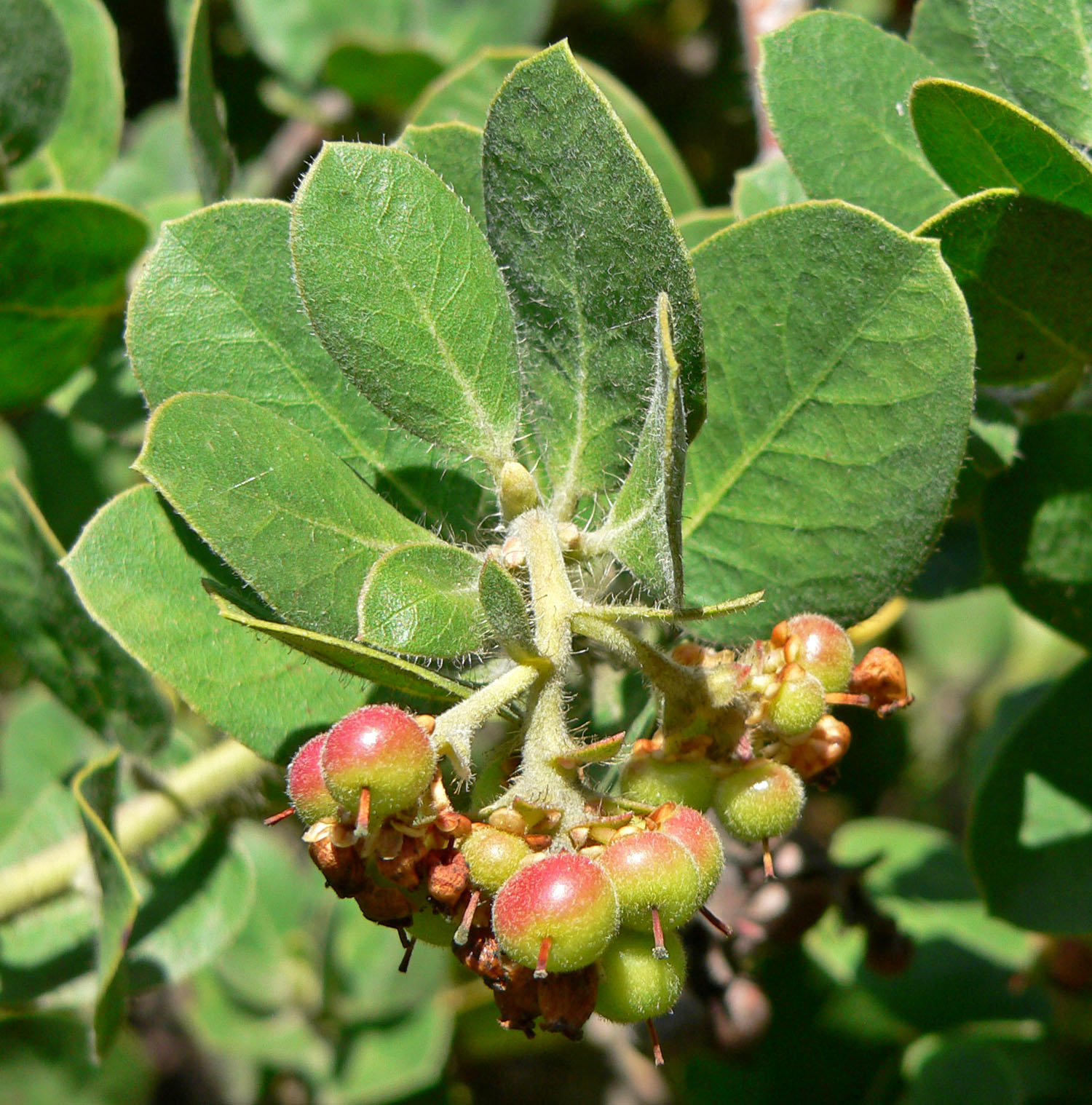
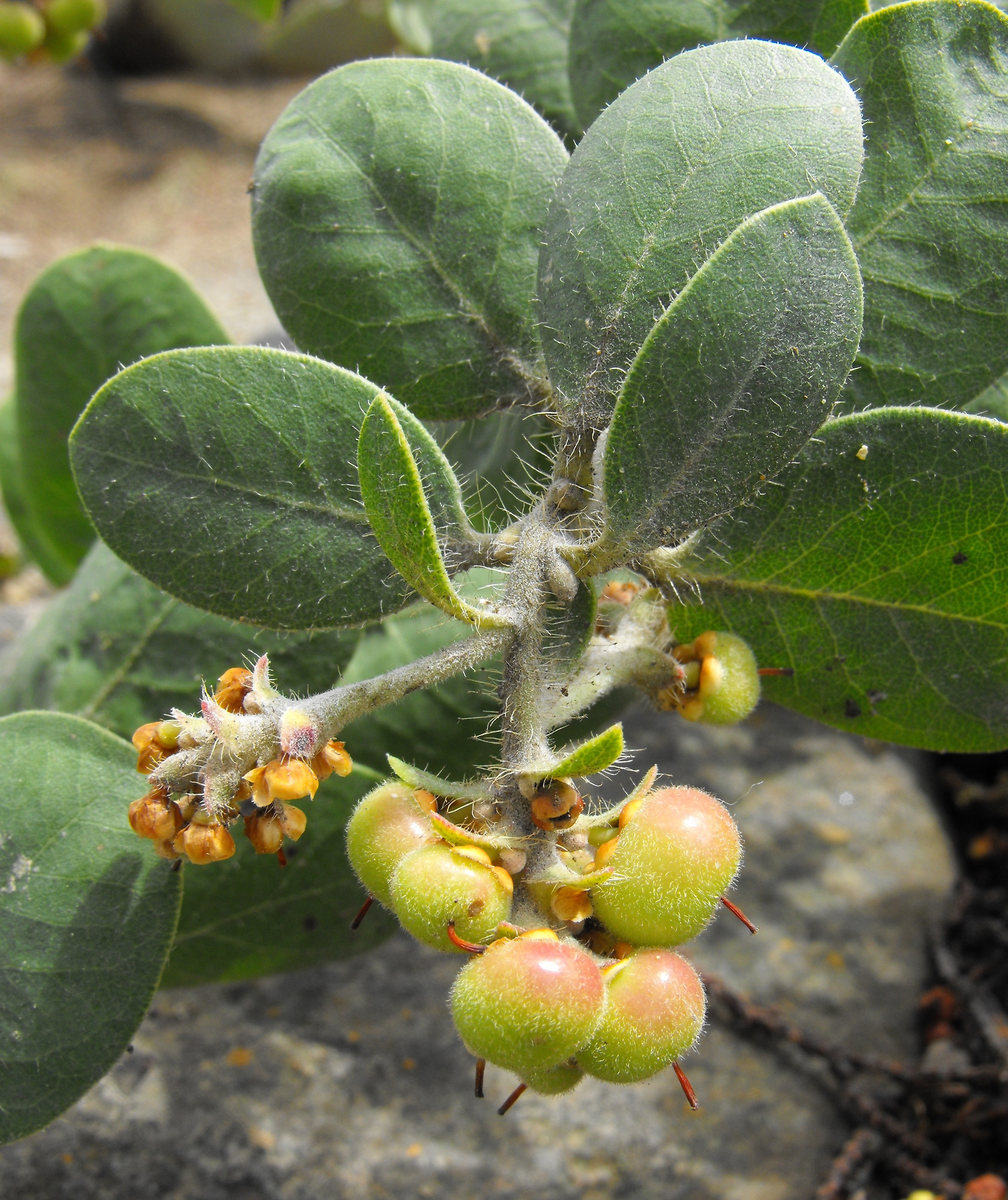